# واحد اندازه‌گیری فازور

با استفاده از واف می‌توان امواج غیرعادی را پیدا کرد. به این شکل موج فاروز گفته می‌شود.

واحد اندازه‌گیری فازور یا واف یا PMU (به انگلیسی: phasor measurement unit) دستگاهی است که امواج الکتریکی درون یک شبکه قدرت را با استفاده از یک منبع مشترک جهت هماهنگ‌سازی، اندازه‌گیری می‌کند. با استفاده از این فناوری نسبتاً جدید، تخمین و نمایش دقیق حالت سیستم قدرت در فواصل زمانی معین امکان‌پذیر بوده و به کمک آن می‌توان پدیده‌های دینامیکی سیستم را از یک ستاد مرکزی مشاهده نموده و عملیات کنترلی مناسب را اعمال نمود.
واحد اندازه‌گیری فازور (واف) دستگاهی است که برای تخمین اندازه و زاویه فاز مقدار فازور الکتریکی (مانند ولتاژ یا جریان) در شبکه برق با استفاده از یک منبع مشترک زمان برای همگام سازی استفاده می‌شود. همگام سازی زمان معمولاً توسط GPS یا پروتکل زمان دقیق IEEE 1588 ارائه می‌شود که امکان اندازه‌گیری همزمان چندین نقطه از راه دور شبکه را فراهم می‌کند. واف‌ها قادرند نمونه‌ها را از یک شکل موج به سرعت پشت سر هم بگیرند و مقدار فازور را که از اندازه‌گیری زاویه و اندازه‌گیری تشکیل شده‌است، بازسازی کنند. اندازه‌گیری حاصل به عنوان فاز همگام سازی شده (synchrophasor) شناخته می‌شود. این اندازه‌گیری‌های همگام سازی شده از زمان مهم هستند زیرا اگر میزان عرضه و تقاضای شبکه کاملاً مطابقت نداشته باشد، عدم تعادل فرکانس می‌تواند باعث ایجاد فشار در شبکه شود، که دلیل بالقوه‌ای برای قطع برق است.
همچنین می‌توان از واف برای اندازه‌گیری فرکانس در شبکه برق استفاده کرد. واف تجاری معمولی می‌تواند اندازه‌گیری‌ها را با وضوح زمانی بسیار بالا، تا ۱۲۰ اندازه‌گیری در ثانیه گزارش دهد. این به مهندسین در تجزیه و تحلیل وقایع پویا در شبکه کمک می‌کند که با اندازه‌گیری‌های سنتی SCADA که هر ۲ یا ۴ ثانیه یک اندازه‌گیری ایجاد می‌کنند، امکان‌پذیر نیست؛ بنابراین، واف‌ها تجهیزات تأسیساتی را با قابلیت نظارت و کنترل پیشرفته مجهز می‌کنند و به عنوان یکی از مهمترین دستگاه‌های اندازه‌گیری در آینده سیستم‌های قدرت در نظر گرفته می‌شوند. واف می‌تواند یک دستگاه اختصاصی باشد، یا عملکرد واف را می‌توان در یک رله محافظ یا دستگاه دیگر گنجانید.

## تاریخچه
در سال ۱۸۹۳، چارلز پروتئوس اشتاین متز مقاله ای در مورد توصیف ریاضی ساده از شکل موج الکتریسیته جریان متناوب ارائه داد. اشتاین متز نمایندگی خود را یک مرحله اساسی خواند. با اختراع واحدهای اندازه‌گیری فازور (PMU) در سال ۱۹۸۸ توسط دکتر آرون جی فدک و دکتر جیمز اس ثورپ در ویرجینیا تک، تکنیک محاسبه فازور استینمتز به محاسبه اندازه‌گیری‌های فازوری در زمان واقعی تبدیل شد که با یک مطلق هماهنگ شده‌اند مرجع زمانی ارائه شده توسط سیستم موقعیت‌یابی جهانی؛ بنابراین ما از اندازه‌گیری‌های فاز هماهنگ شده به عنوان همزمان ساز استفاده می‌کنیم. نمونه‌های اولیه واف در ویرجینیا تک ساخته شد و Macrodyne اولین واف (مدل ۱۶۹۰) را در سال ۱۹۹۲ ساخت. [۶]
با رشد روزافزون منابع انرژی توزیع شده در شبکه برق، برای نظارت دقیق بر جریان برق به سیستم‌های مشاهده و کنترل بیشتری نیاز است. در طول تاریخ، برق به صورت یک جهته از طریق اجزای غیرفعال به مشتریان تحویل می‌شده‌است، اما اکنون که مشتریان می‌توانند با استفاده از فناوری‌هایی مانند سلول خورشیدی، توان خود را تولید کنند، این سیستم به سیستم دو طرفه سیستم‌های توزیع تبدیل می‌شود. با این تغییر ضروری است که شبکه‌های انتقال و توزیع به‌طور مداوم از طریق فناوری سنسور پیشرفته، مانند –PMUها و uPMUها مشاهده شوند.
به زبان ساده، شبکه برق عمومی که یک شرکت برق کار می‌کند در ابتدا برای گرفتن برق از یک منبع واحد تولید شده بود: ژنراتورها و نیروگاه‌های تولیدی شرکت عامل و تغذیه آن در شبکه، جایی که مشتریان برق را مصرف می‌کنند. اکنون، برخی از مشتریان در حال کار با دستگاه‌های تولید برق (صفحات خورشیدی، توربین‌های بادی و غیره) هستند و برای صرفه جویی در هزینه‌ها (یا برای درآمدزایی) نیز برق را دوباره به شبکه می‌رسانند. بسته به منطقه، تغذیه مجدد برق به شبکه ممکن است از طریق اندازه‌گیری خالص انجام شود. به دلیل این فرایند، ولتاژ و جریان باید اندازه‌گیری و تنظیم شود تا اطمینان حاصل شود که برق وارد شبکه می‌شود از کیفیت و استاندارد مورد انتظار تجهیزات مشتری برخوردار است (همان‌طور که از طریق معیارهایی مانند فرکانس، همزمان سازی فاز و ولتاژ مشاهده می‌شود). اگر این کار انجام نشود، همان‌طور که راب لندلی می‌گوید، «لامپ‌های مردم شروع به منفجر شدن می‌کنند.» این عملکرد اندازه‌گیری همان کاری است که این دستگاه‌ها انجام می‌دهند.

## عملکرد
یک واف می‌تواند شکل موجهای ۵۰/۶۰ هرتزی AC (ولتاژها و جریان‌ها) را با سرعت ۴۸ نمونه در هر سیکل اندازه‌گیری کند و آنها را در تشخیص نوسانات ولتاژ یا جریان در کمتر از یک سیکل مؤثر سازد. با این حال، هنگامی که فرکانس در اطراف یا نزدیک به ۵۰/۶۰ هرتز نوسان نمی‌کند، واف‌ها قادر به بازسازی دقیق این شکل موج نیستند. اندازه‌گیری‌های فازوری واف از امواج کسینوس ساخته می‌شوند که از ساختار زیر پیروی می‌کنند.
{\displaystyle A\cos(\omega t+\theta )}
A در این تابع یک مقیاس مقیاسی است که اغلب به عنوان ولتاژ یا شدت جریان توصیف می‌شود (برای اندازه‌گیری PMU). θ جابجایی زاویه فاز از برخی موقعیت‌های شروع تعریف شده‌است، و ω فرکانس زاویه ای شکل موج است (معمولاً ۲π۵۰ هرتز یا ۲π۶۰ هرتز). در بیشتر موارد واف‌ها فقط مقدار ولتاژ و زاویه فاز را اندازه می‌گیرند و فرض می‌کنند که فرکانس زاویه ای یک ثابت است. از آنجا که این فرکانس ثابت فرض می‌شود، در اندازه‌گیری مرحله ای نادیده گرفته می‌شود. اندازه‌گیری‌های واف یک مشکل برازش ریاضی است، جایی که اندازه‌گیری‌ها با یک منحنی سینوسی متناسب است. [۸] بنابراین، وقتی شکل موج غیر سینوسی است، واف قادر نیست آن را دقیقاً متناسب کند. شکل موج سینوسی کمتر است، مانند رفتار شبکه در هنگام افت ولتاژ یا خطا، نمایش فازور بدتر می‌شود.
شکل موج AC آنالوگ شناسایی شده توسط واف توسط مبدل آنالوگ به دیجیتال برای هر فاز دیجیتالی می‌شود. یک اسیلاتور قفل شده با فاز همراه با یک منبع مرجع سیستم موقعیت‌یابی جهانی (GPS) نمونه برداری همزمان مورد نیاز با سرعت بالا را با دقت ۱ میکروثانیه فراهم می‌کند. با این حال، PMUها می‌توانند منابع زمانی مختلفی از جمله منابع غیر GPS را به شرطی که همه آنها کالیبره شده و به‌طور همزمان کار کنند، مصرف کنند. فاکتورهای دارای مهر زمان می‌توانند با سرعت حداکثر ۱۲۰ نمونه در ثانیه به گیرنده محلی یا راه دور منتقل شوند. توانایی دیدن اندازه‌گیری‌های همزمان همزمان در یک منطقه بزرگ در بررسی نحوه عملکرد شبکه به‌طور گسترده و تعیین اینکه کدام قسمت از شبکه تحت تأثیر اختلالات مختلف قرار دارند، مفید است.
از نظر تاریخی، فقط تعداد کمی واف برای نظارت بر خطوط انتقال با خطاهای قابل قبول حدود ۱٪ استفاده شده‌است. اینها به سادگی دستگاه‌های درشت تری بودند که برای جلوگیری از خاموشی فاجعه بار نصب شده بودند. اکنون، با اختراع فناوری میکرو سنکرون، بسیاری از آنها مایل به نصب در شبکه‌های توزیع هستند که در آن می‌توان با دقت بسیار بالایی قدرت را کنترل کرد. این درجه دقت بالا توانایی بهبود چشمگیر سیستم و اجرای استراتژی‌های کنترل هوشمند و پیشگیرانه را ایجاد می‌کند. واف دیگر فقط در ایستگاه‌های فرعی مورد نیاز نیست، بلکه در چندین مکان از شبکه از جمله ترانسفورماتورهای تغییر شیر، بارهای پیچیده و گذرگاه‌های تولید PV مورد نیاز است.
در حالی که PMUها به‌طور کلی در سیستم‌های انتقال استفاده می‌شوند، تحقیقات جدیدی در مورد اثربخشی micro-PMUها برای سیستم‌های توزیع در حال انجام است. سیستم‌های انتقال به‌طور کلی ولتاژی دارند که حداقل مرتبه ای بالاتر از سیستم‌های توزیع هستند (بین ۱۲ کیلو ولت و ۵۰۰ کیلو ولت در حالی که توزیع در ۱۲ کیلو ولت و پایین‌تر است). این بدان معنی است که سیستم‌های انتقال می‌توانند اندازه‌گیری‌های دقیق کمتری داشته باشند بدون اینکه از صحت اندازه‌گیری خدشه ای وارد کنند. با این حال، سیستم‌های توزیع برای بهبود دقت، به سود بیشتری نیاز دارند که این از مزایای uواف است. uواف خطای اندازه‌گیری زاویه فاز روی خط را از ± ۱ درجه به ± ۰٫۰۵ درجه کاهش می‌دهد و نمایانگر بهتری از مقدار واقعی زاویه است. اصطلاح «میکرو» در کنار واف به این معنی است که اندازه‌گیری دقیق تری دارد.